# IC 5149
IC 5149 ist eine Spiralgalaxie vom Hubble-Typ Sa im Sternbild Piscis Austrinus  am Südsternhimmel. Sie ist schätzungsweise 245 Millionen Lichtjahre von der Milchstraße entfernt und hat einen Durchmesser von etwa 85.000 Lj.
Das Objekt wurde am 8. September 1897 von Lewis Swift entdeckt.